# Варшавска битка (1920)
Битка за Варшаву или Варшавска битка, односи се на одлучујућу победу Пољске 1920. године за време Пољско-совјетског рата. Пољска, на прагу потпуног пораза, одбацила је и поразила Црвену армију.
Након пољске офанзиве у Кијеву, совјетске снаге су у лето 1920. започеле успешан контранапад, присиљавајући пољску војску да се одмакне на запад у хаосу. Пољске снаге су се чиниле да су на на ивици дезинтеграције и посматрачи су предвидели одлучну совјетску победу.
Битка за Варшаву водила се од 12. до 25. августа 1920. године, када су се снаге Црвене армије под командом Михаила Тухачевског приближиле пољској престоници Варшави и оближњој тврђави Модлин. 16. августа пољске снаге којима је командовао Јозеф Пилсудски нападале су са југа, ометајући непријатељску офанзиву, присиљавајући руске снаге на неорганизовано повлачење на исток и иза Њемена. Процењени руски губици су били 10.000 убијених, 500 несталих, 30.000 рањених и 66.000 заробљених, у поређењу са пољским губицима од 4.500 убијених, 10.000 несталих и 22.000 рањених.
Пораз је обогаљио Црвену армију; Лењин, бољшевички вођа, то је назвао „огромним поразом” за његове снаге. У наредним месецима, још неколико пољских накнадних победа осигуравало је независност Пољске и довело до мировног споразума са совјетском Русијом и совјетском Украјином касније те године, осигуравајући источне границе Пољске до 1939. године.
Британски дипломата Едгар Винцент сматра овај догађај једном од најважнијих битака у историји на својој проширеној листи најодлучнијих битака, пошто је пољска победа над Совјетима зауставила ширење комунизма у Европу.

## Историја
После Првог светског рата, Пољска се борила да сачува своју недавно обновљену независност, изгубљену у поделама Пољске 1795. године и морали су да поделе границе нове мултинационалне федерације (Међуморје) са територија њихових бивших поделилаца, Русије, Немачке и Аустроугарске.
У исто време 1919. године, бољшевици су добили предност у Руском грађанском рату, након што су победили руски бели покрет. Владимир Лењин је Пољску сматрао мостом који ће довести комунизам у централну и западну Европу, а пољско-совјетски рат је био савршен начин да се тестира снага Црвене армије. Говори бољшевика тврдили су да ће револуција бити однесена у западну Европу на бајонетима руских војника и да најкраћи пут до Берлина и Париза пролази кроз Варшаву. Конфликт је почео када је пољски шеф државе Јожеф Пилсудски основао савез са украјинским вођом Симоном Петљуром (21. априла 1920) и њихове комбиноване снаге почеле су да се мешају у Украјину, ослобађајући Кијев 7. маја.
Две стране су биле уплетене у Пољско-украјински рат, усред конкурентских територијалних захтева. После раних неуспеха против Пољске 1919. године, Црвена армија је била изузетно успешна у контранападу почетком 1920. који је поништио пољску Операцију Кијев, присиљавајући пољско повлачење. До средине 1920. године био је у питању само опстанак Пољске, а страни посматрачи су очекивали да ће се у сваком тренутку срушити. Руска стратегија је позвала на масовни потез према главном граду Пољске, Варшави. Његово хватање имало би велики пропагандни ефекат за руске бољшевике, који су очекивали пад пољске престонице не само да поткопају морал Пољака, већ и да покрену међународну серију комунистичких устанака и очисте пут Црвеној армији придружите се Немачкој револуцији.
Прва руска коњица под Буђонијем пробила је пољске линије почетком јуна 1920. Ефекти тога су били драматични; Буђонијев успех резултирао је колапсом свих пољских фронтова. 4. јула 1920. године Западни фронт Михаила Тукачевског започео је напад у Белорусији код Березине, присиљавајући пољске снаге да се повуку. Дана 19. јула, Црвена армија је заузела Гродно и 28. јула стигла у Бјалисток. 22. јула је заробљена тврђава Брест. 

## Битка

### Пољска
Почетком августа пољско повлачење постало је организованије, јер су се њихове линије снабдевања стално смањивале. Испрва, Јозеф Пилсудски је хтео зауставити Совјете на реци Буг и град Брест-Литовск, али је совјетски напредак довео до тога да су њихове снаге пробиле ту линију, чинећи тај план застарелим. У ноћи између 5. и 6. августа, Пилсудски, који је боравио у палати Белведер у Варшави, осмислио је ревидирани план. У првој фази, пољске снаге су позване да се повуку преко реке Висле и бране мостове у Варшави и реци Вепш, притоку Висле југоисточно од Варшаве. Четвртина расположивих дивизија била је концентрисана на југ за стратешку контраофанзиву. Затим, Пилсудски план је позвао прву и другу армију Централног фронта генерала Јозефа Халера (10 ½ дивизија) да преузму пасивну улогу, суочавајући се са совјетским главним западним потиском и држећи своје утврђене позиције, последњу линију одбране Варшаве, по сваку цену. У исто време, 5. армија (пет-пет дивизија) под генералом Владиславом Сикорским, подређеним Халеру, бранила би северну област у близини тврђаве Модлин; када је постало изводљиво, они су нападали иза Варшаве, чиме су прекинули совјетске снаге које су покушавале да заробе Варшаву из тог правца и пробијају непријатељски фронт и падну на задњу страну Совјетског северозападног фронта. Поред тога, пет дивизија 5. армије требало је да заштите Варшаву од севера. Прва армија генерала Францишек Латиника бранила би саму Варшаву, док је друга армија генерала Болеслава Роје требало да одржи линију Болеслава Гоје од Калварија до Демблина.
Кључна улога, међутим, била је додељена групи од око 20.000 људи, новоформираној Оперативној групи, под личном командом Пилудског. Ову јединицу, састављену од најелитнијих пољских јединица са јужног фронта, требало је да ојача четврта армија генерала Леонарда Скијерског и трећа армија генерала Зијелинског. Након повлачења из подручја Буг реке, војске се нису помериле према Варшави, већ су прешле реку Вепш и прекинуле контакт са својим прогонитељима, чиме су непријатеља збунили у погледу места где се налазе. Задатак јуришне групе био је да предводи брзу офанзиву са њиховог јужног положаја код уливања река Висле-Вепш. Требало је да напредују према северу, циљајући на слабу тачку за коју је пољска обавештајна служба мислила да је пронађена између совјетских западних и југозападних фронтова, где су се њихове комуникације ослањале на слабу групу Мозир. Циљ ове операције био је да се совјетски западни фронт баци у хаос и да се одвоје од његових резерви. Према том плану, пета армија Сикорског и нападна група која напредује, састали би се у близини источне пруске границе, остављајући Совјете у клопци.
Иако је заснован на прилично поузданим информацијама које је пружила пољска обавјештајна служба јер је пресрела совјетске радио комуникације, план је назван „аматерски” од стране многих високих војних часника и војних стручњака, од пољских официра до саветника француске војне мисије у Пољску која је брзо указала на недостатак формалног војног образовања Пилсудског.
Критика је била наметнута логистика, јер су предложене тачке концентрације биле од 150 до 250 km од многих пољских јединица, од којих је већина била ангажована на линији фронта, а све то тек недељу дана пре планиране пре датума контранапада. Сва прегруписања су била на удару непријатеља; Пилсудски и његово особље су увидели да су то погрешно схватили када је совјетска офанзива почела, пољски контра-напад и чак кохезија читавог пољског фронта били је у хаосу. Сам Пилудски је у својим мемоарима признао да је то било чисто коцкање; одлучио је да настави с тим због пораза политичара, страха за сигурност главног града и превладавајућег осећаја да ће, ако Варшава падне, све бити изгубљено. Само је очајна ситуација навела друге војне заповеднике да иду уз то, јер су схватили да је под тим околностима то био једини могући начин да се избегне поражавајући пораз. План је изгледао тако очајан и неспособан, да су га, када су га пресретали Совјети, одбацили као лош покушај обмане.
Ауторство плана је ствар неких контроверзи. Због политичке слике Пилсудског, био је у великој мери непопуларан код десног крила пољске политике. Штавише, Падеревски је рекао врховним савезничким лидерима да је Вејганд имао идеју; Падеревски је покушавао да искористи америчку подршку за повратак у пољску политику. После битке, многи извештаји сугеришу да је план у ствари припремљен од стране француског генерала Максима Вејганде или од стране пољског начелника штаба Тадеуза Јордана Розвадовског . Према недавним истраживањима, француска војна мисија предложила је само мањи тактички контра-напад двају дивизија. Циљ био би да се Црвена армија гурне 30 km уназад како би се олакшали каснији преговори о прекиду ватре. С друге стране, план генерала Розвадског позвао је на дубље убацивање руских линија из подручја реке Вепш. Међутим, Пилсудски је предложио велику операцију, са значајним снагама које су се обавезале да ће ударити непријатељске снаге а не да их само гурају назад. Плану се успротивила француска мисија, која није веровала да ће се пољска војска моћи прегруписати након повлачења од 600 km. Без обзира на то, дуги низ година, мит је устрајао да је благовремени долазак савезничких снага спасио Пољску, мит у којем Вејганд заузима централну улогу.

### Русија
Михаил Тухачевски је планирао да окружи и окружи Варшаву прелазећи реку Вислу, у близини Влоцлавека, на северу и југу тог града, северозападно од Варшаве, и покрене напад са северозапада. Са 24 дивизије у четири војске под својом командом, он је планирао да изведе класични маневар Ивана Паскјевича, који је 1831. године, током новембарског устанка, прешао Вилу у Торуњу и стигао у Варшаву практично без противљења, сломивши пољски устанак. Овај потез би такође смањио пољске снаге из Гдањска, једине луке отворене за испоруке оружја и залиха.
Главна слабост руског плана била је слабо заштићена јужна страна, коју су осигурали само Пинска мочвара и слаба група Мазир (Мозирска). Та јединица се састојала од 57. пешадијске дивизије, 8000, и деловала је као веза између два совјетска фронта (већина руског југозападног фронта била је ангажована у Лвовској бици). 
Пољаци су били брзи, чинећи сваки дан одлагање. Москва је одлучила из политичких разлога да ојача Кримски фронт на рачун пољског фронта. То је значило да замењује своје циљеве широм Европе комунистичком револуцијом неком врстом „мирољубиве коегзистенције” са Западом усред унутрашње консолидације.

### Прва фаза
Док је Црвена армија напредовала, коњички корпус Гаја Димитријевича, заједно са четвртом војском, прешао је реку Вкру и кренуо према граду Влоцлавеку. 15. и 3. армија су се приближавале тврђави Модлин, а 16. армија се кретала према Варшави. Последњи руски напад на Варшаву почео је 12. августа. Совјетска 16. армија започела је напад на град Рађимин (само 23 km источно од града) и освојио га следећег дана. Овај почетни успех Црвене армије навео је Пилсудског да убрза своје планове за 24 сата.
Прва фаза битке започела је 12. августа, када је Црвена армија нападнута на мосту у Прагу. У тешким борбама, Рађимин је неколико пута променио освајача и већина страних дипломата је напустила Варшаву; само су британски и ватикански амбасадори одлучили да остану. 14. августа Рађимин је пао у руке Црвене армије а линије пољске 5. армије Владислава Сикорског биле су сломљене. 5. армија је морала да се бори са три совјетске војске одједном: 3, 4. и 15. Село Модлин је ојачано резервама (Сибирска бригада и свежа 18. пешадијска дивизија генерала Крајовског - и елитне јединице које су биле тестиране на борбу) а пета армија се одржала до зоре.
Ситуација је била мирна око поноћи када је 203. пук улана успео да пробије линије Црвене армије и нападне совјетско командно место, што је резултирало уништењем радио станице совјетске 4. армије. Ова последња јединица имала је само једну радио станицу, фиксирану на једној фреквенцији која је позната пољској обавештајној служби. Пошто пољски прекршитељи кодекса нису желели да Руси сазнају да су њихови кодови прекинути, преостала совјетска радио станица је неутралисана тиме што је радио у Варшави рецитовала Књигу Постанка на пољском и латинском језику о фреквенцији коју користе 4. армија. Тако су изгубили контакт са својим штабом и наставили да марширају према Торуњу и Плоцку, несвесни да је Тукачевски наредио да се окрене на југ. Напад 203. пука Улана понекад се назива „Чудо Ћеханова”. 
У исто време, пољска 1. армија под генералом Латиником опирала се директном нападу Црвене армије на Варшаву са шест дивизија. Борба за контролу над Рађимином приморала је Јозефа Халера, команданта пољског Северног фронта, да отпочне противнапад 5. армије много раније него што је планирано.
За то време, Пилсудски је завршавао своје планове за контранапад. Одлучио је да надгледа напад, лично предајући оставку са свих државних функција како би се могао концентрисати на војну ситуацију и у случају смрти, то неће парализовати државу. Успео је да подигне морал војника, између 12. августа и 15. августа, у посети јединицама 4. армије, концентришући се у близини Пулавија, око 100 km јужно од Варшаве.
У то време, Пилсудски је такође коментарисао страшно стање логистике пољске војске: „У 21. дивизији, скоро половина војника парадирала је испред мене босонога”. Новонастала пољска војска није имала много избора у својој опреми; њихове пушке и артиљеријски делови произведени су у најмање шест земаља, од којих је свака користила различиту муницију. 

### Друга фаза
27. пешадијска дивизија Црвене армије успела је да стигне до села Изабелин, 13 km северозападно од главног града, које је било најближе руским снагама.
Тухачевски, сигуран да је све ишло по плану, заправо је пао у замку Пилсудског. На путу главног руског напретка ка северу и преко Висле, на десном боку битке (из перспективе совјетског напретка) постојао је само пољски отпор. Истовремено, јужно од Варшаве, на левом фронту битке, витална веза између северозападног и југозападног фронта била је много рањивија, заштићена само малом совјетском снагом, групом Мозир. Буђони, који је командовао 1. коњском војском, јединицом која се много плашила Пилсудског и других пољских команданата, није послушала наређења совјетске команде. Тухачевски је наредио да напредује из Варшаве са југа. Буђони је презирао ту наредбу, под утицајем осуде између команданта југозападног фронта Александра Иљича Јегорова и Тухачевског. Поред тога, политичке игре Јосифа Стаљина, тадашњег главног политичког комесара југозападног фронта, додатно су допринеле Јегоровљевој и Буђонијевој непослушности . Стаљин, тражећи личну славу, имао је за циљ да има опкољени Лвова (Лвив), важан индустријски центар. На крају, Буђонијеве снаге су марширале на Лвов уместо на Варшаву и тако су пропустиле битку.
Пољска војска је имала противнапад 14. августа, прешавши реку Вкру. Суочили су се са комбинованим снагама совјетске 3. и 15. армије (које су биле и нумерички и технички супериорнија). Борба у Насјелску трајала је до 15. августа и довела је до потпуног уништења града. Међутим, совјетски напредак према Варшави и Модлину заустављен је крајем 15. августа, а тог дана су пољске снаге поново заузеле Рађимин, што је подстакло пољски морал.
Од тог тренутка, 5. армија Сикорског гурнула је исцрпљене совјетске јединице далеко од Варшаве, у готово блицкриг операцији. Јединице Сикорског добиле су подршку скоро целог малог броја механизованих јединица - тенкова и оклопних возила - које је поседовала пољска војска, као и два пољска оклопна воза. Она је била у стању да брзо напредује брзином од 30 km на дан, ометајући совјетски "омотачки" северни маневар.

### Трећа фаза
Дана 16. августа, пољска јуришна група којом је командовао Пилсудски, почела је свој марш северно од реке Вепш. Она се суочила са групом Мазир, совјетским корпусом који је поразио Пољаке током операције у Кијеву неколико месеци раније. Међутим, током потраге за пољским војскама које су се повлачиле, група Мозир је изгубила већину својих трупа и била је сведена на само једну или две дивизије које су покривале линију фронта од 150 km на левом боку совјетске 16. армије. Првог дана контраофанзиве, само је једна од пет пољских дивизија пријавила било какву опозицију, док су преостале четири, подржане од стране коњичке бригаде, успеле да напредују према северу на 45 km. Када је вече пало, град Влодава је био ослобођен, а везе и снабдевање совјетске 16. армије су прекинуте. Чак је и Пилсудски био изненађен величином ових раних успеха. Јединице јуришне групе покривале су око 70 km у 36 сати. Као што је планирано, он је поделио совјетске фронтове, ометајући офанзиву, све без икаквог значајног отпора. Група Мозир већ је поражена првог дана пољских контранапада. Због тога су пољске војске пронашле оно чему су се надале - велико отварање између совјетских фронтова. Искористили су је немилосрдно, настављајући своју офанзиву на северу са две армије које су пратиле и падале на изненађеног и збуњеног непријатеља. 
18. августа, Тухачевски, у свом штабу у Минску, неких 500 km (310 mi) источно од Варшаве, схватио је колико је поражен и брзо је издао наредбу да се Црвена армија повуче и прегрупише. Желео је да исправи линију фронта како би побољшао своју логистику, повратио иницијативу и поново потиснуо Пољаке, али се ситуација измакла контроли. Његова наређења су или стигла прекасно или нису уопште стигла. Трећи коњички корпус совјетског генерала Гаја Димитријевича, наставио је напредовати према Померанији, а њене линије су угрожене од стране пољске 5. армије, која је напокон успела потиснути Црвену армију и пребацити се у потеру. Прва пешадијска дивизија Пољске, како би смањила непријатељско повлачење, извела је принудни марш, који је ишао у покрету и до 21 сат дневно, од Лубартова до Бјалистока - у дужини од 262 km за само шест дана. Брз напредак дивизије омогућио је да пресретне 16. совјетску војску, одсече је од појачања у близини Бјалистока и присили већину совјеских трупа да се предају.
Совјетске војске у центру фронта пале су у хаос. Неке дивизије су наставиле да се боре према Варшави, док су се друге повукле, изгубиле своју кохезију и успаничиле се. Тухачевски је изгубио контакт са већином својих снага, а совјетски планови су бачени у воду. Само је 15. армија остала организована снага; покушала је да изврши наредбе Тухачевског, штитећи повлачење најзападније четврте војске. Међутим, двапут је поражена 19. и 20. аугуста и придружила се општој рути Северно-западног фронта Црвене армије. Тухачевски није имао избора него да нареди потпуно повлачење према западној реци Буг. До 21. августа сав организовани отпор је престао да постоји, а до 31. августа совјетски југозападни фронт је био потпуно уништен. 

## После битке
Иако је Пољска успела да постигне победу и потисне Руса, Пилсудски план да надмаши и окружи Црвену армију није успео у потпуности. 4. јула четири совјетске војске Северно-западног фронта почеле су напредовати према Варшави. Након почетних успеха, до краја августа, три од њих - 4, 15. и 16. војска, као и већина Трећег коњичког корпуса Димитријевича - све су се дезинтегрисале, а њихови остаци или заробљени или накратко интернирани након преласка границе у Немачку Источну Пруску. Трећа армија је била најмање погођена; захваљујући брзини његовог повлачења, пољске трупе које су гониле нису их могле сустићи. 
Губици Црвене армије су били око 15.000 мртвих, 500 несталих, 10.000 рањених и 65.000 заробљених, у поређењу са губитком у Пољској од око 4.500 убијених, 22.000 рањених и 10.000 несталих. Између 25.000 и 30.000 совјетских трупа успело је да достигне границе Немачке. Након преласка у источну пруску територију, накратко су интернирани а затим им је дозвољено да оду са оружјем и опремом. Пољска је заробила око 231 артиљерије и 1.023 митраљеза. 
Јужни део снага Црвене армије био је преусмерен и више није представљао претњу за Пољаке. Буђонијева 1. коњичка армија, која је опседала Лвов, поражена је у бици код Комарова 31. августа и битке код Хрубјешова. До средине октобра, пољска војска је стигла до линије Тарнопол-Дубно-Минск-Дриса.
Тухачевски је на крају успео да реорганизује своје снаге које се повлаче према истоку, али не и да поврати иницијативу. У септембру је успоставио нову одбрамбену линију у близини Гродна. Да би га сломила, пољска војска је водила битку на реци Њемен (15—21. септембар), поново поразивши Црвену армију. После битке код Шћаре, обе стране су биле исцрпљене. 12. октобра, под великим притиском Француске и Британије, потписан је прекид ватре. До 18. октобра борбе су завршене, а 18. марта 1921. потписан је Ришки споразум којим су окончани непријатељства.
Бољшевичка пропаганда пре битке за Варшаву описала је пад пољског капитала као неизбежан а његов очекивани пад требало би да буде сигнал за почетак великих комунистичких револуција у Пољској, Немачкој и другим европским земљама. Међутим, због победе у Пољској, совјетски покушаји да се свргне литванска влада (планирана за август) морали су бити отказани. Совјетски пораз је стога сматран препреком за совјетске лидере који подржавају тај план (посебно Владимира Лењина).
Народни демократски посланик, Станислав Стронски, сковао је фразу „Чудо на Висли” (пољски: "Cud nad Wisłą"), како би нагласио његово негодовање због ранијих команди Пилсудског током битке. Многи су усвојили ово мишљење, пре свега патриотски или побожно умни Пољаци који нису схватили ироничну намеру Стронског.  